# Jacques Specx
Jacques Specx (Dordrecht, 1585 – Amsterdam, 22 juli 1652) was voor de Vereenigde Oostindische Compagnie (VOC) opperhoofd op Firando, een van de grondleggers van de handel van de VOC met Japan en Korea en tussen 1629 en 1632 de tijdelijke gouverneur-generaal voor het hele VOC-handelsgebied ten oosten van de Kaap de Goede Hoop. Hij behoorde tot de eerste verzamelaars van het werk van de schilder Rembrandt.

## Biografie

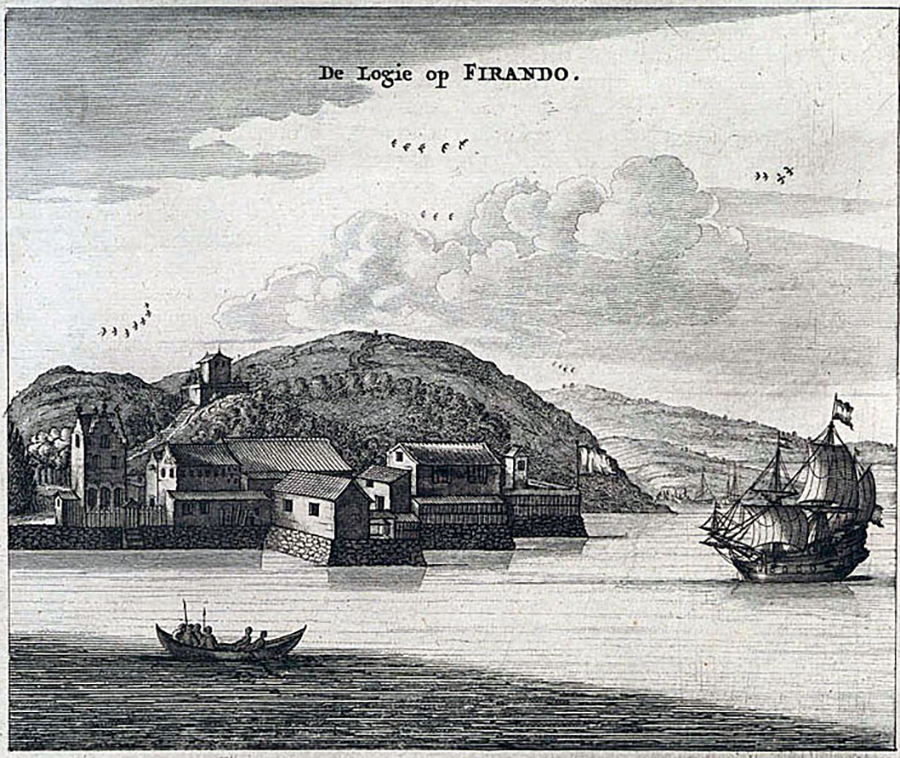
De Nederlandse factorij in Hirado. 17e-eeuwse gravure

De ouders van Jacques en Cornelis Specx waren afkomstig uit de Spaanse Nederlanden. Zijn broer was de grondlegger van de handel van de VOC met Ayutthaya.
In 1607 ging Specx in dienst van de VOC als onderkoopman naar Japan om op zoek te gaan naar de bemanning van het schip de Liefde Hij reisde met de vloot van Pieter Willemsz. Verhoeff, die hij al had leren kennen bij het Beleg van Oostende (1601-1604). Verhoeff had als opdracht zo veel mogelijk handelsposten in de Oost uit te zetten. Ook Jan Pietersz. Coen was aan boord. In 1609 kwamen de Griffioen en Roode Leeuw met Pijlen aan in Hirado, (niet ver van Nagasaki), twee jaar nadat de shogun te kennen had gegeven handel te willen drijven met de Hollanders. Aan boord bevonden zich een beperkte hoeveelheid zijde, peper, lood en geschenken. Specx werd hoofd van de factorij en de Japanners keken verbaasd toen de Hollanders de buitenkant van het huis begonnen te schilderen. De beide schepen voeren terug naar Batavia met een grote lading lakwerk en porselein. Specx meldde aan zijn superieuren dat de levensmiddelen goedkoop waren, dat er schepen gebouwd zouden kunnen worden en dat er soldaten beschikbaar waren om ingezet te worden door de VOC.

### Specx als opperhoofd
In 1610 zond Specx een lading peper naar Korea. In 1611, toen er een tweede schip, de Brak, met meer geschenken was aangekomen, werd een hofreis gemaakt naar de shogun Tokugawa Ieyasu; Melchior van Santvoort of William Adams fungeerde als tolk.
In 1613 werd Specx vervangen door Hendrik Brouwer, maar die hield het al snel voor gezien. In datzelfde jaar kwamen de Engelsen. In 1614 werd Specx door Pieter Both voor een tweede termijn benoemd, waarna hij de handelsrelaties ging uitbouwen. In 1617 memoreerde Coen dat hij in zeven jaar tijd nog geen enkele boekhouding van de factorij had gezien. Specx kreeg een opvolger in 1620, en werd opgedragen zijn boekhouding in orde te maken, alvorens te vertrekken.
In 1622 vertrok Specx, zonder zijn Japanse huishoudster, maar met hun vierjarige dochter Saartje Specx naar Batavia; hij werd daar president van de Schepenbank. Op 9 september werd hij benoemd in de Raad van Indië; Specx kon zich op twee na de belangrijkste man in Batavia noemen. Anthonie van Diemen werd benoemd om de verwarde boekhouding van Specx te ontrafelen, waaruit mogelijke privéhandel zou moeten blijken. 
Na herhaaldelijk aandringen door de Heren XVII, die inlichtingen over de handel met Japan en China wilden hebben, vertrok Specx in november 1627 naar patria. De handel met Japan was de spil van Aziatische negotie, niet alleen vanwege de grote hoeveelheden edelmetaal, maar ook vanwege het koper, ijzer, kamfer en lakwerk. Specx moest zich bovendien verantwoorden over zijn onorthodoxe manier van werken. Hij liet zijn dochter onder hoede van Eva Ment, de echtgenote van Coen. In juni 1628 was hij gearriveerd. Op 25 oktober 1628 werd hij door de Heren XVII tot eerste ordinaris raad van Indië benoemd. Op 25 januari 1629 vertrok Specx met zijn kersverse echtgenote, Maria Odilia Buys en haar zusters Petronella en Geertruid, kleinkinderen van Paulus Buys, aan boord van de Hollandia opnieuw naar Indië. Specx beklaagde zich over de vele buitenlanders aan boord en de wilde vrouwen.
Op 28 januari ging de Hollandia voor de Engelse kust op de rede van Duins voor anker en voegde zich bij drie Zeeuwse schepen. De vloot bestond toen uit de Hollandia en de jachten Oostzanen, Westzanen, Broekerhaven en Beets; vanuit Zeeland de schepen Frederik Hendrik, Ter Goes en het jacht Zoutelande. Door harde wind en stroom dreef de Hollandia tegen de Westzanen waardoor dit schip zijn boegspriet, het galjoen en een lepel van het tui-anker verloor. Na herstel van de schade koos de vloot van acht schepen op 17 februari zee. Toen Specx op 21 september 1629 Batavia bereikte was zijn voorganger Coen de vorige dag overleden aan buikloop, na slechts een dag ziek te zijn geweest. Coens weduwe was vijf dagen eerder bevallen van een kind. Specx regelde de begrafenis vanuit het stadhuis, op 23 september, in een door het sultanaat Mataram II belegerde stad. Tijdens zijn afwezigheid was zijn buitenechtelijke dochter Saartje in opspraak geraakt en zwaar gestraft, waardoor een conflict ontstond tussen Specx en de rechters die de straf hadden uitgesproken.

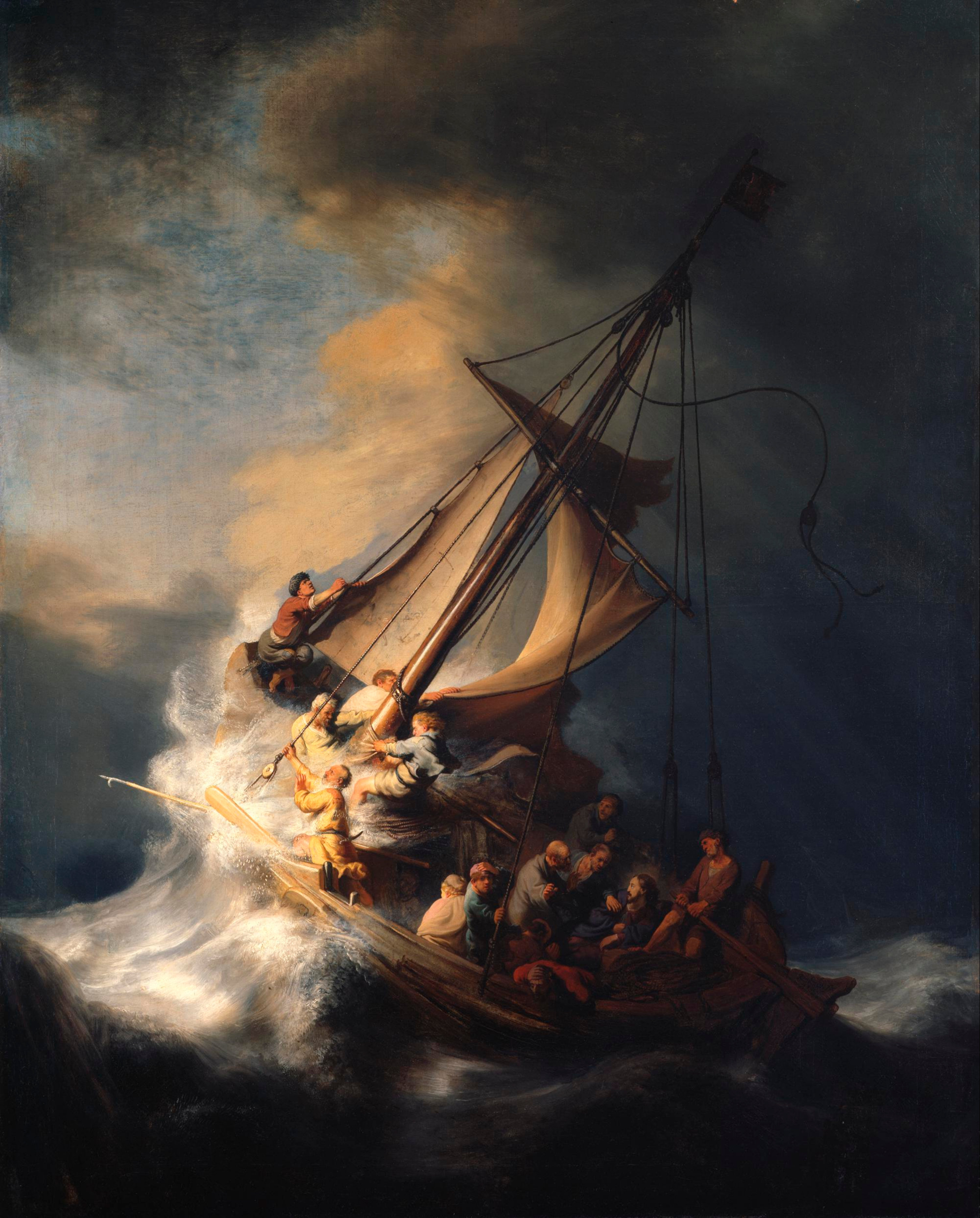
Christus in de storm op het meer van Genesareth; het enige maritieme stuk van Rembrandt (1633), in het bezit van Jacques Specx. (160 x 127cm), verblijfplaats na diefstal uit een museum in Boston onbekend

### Specx als gouverneur-generaal
Specx werd direct door de Raad van Indië tot interim-gouverneur-generaal benoemd en begon op 25 september 1629 aan deze functie. Vanaf augustus 1629 werd Batavia voor de tweede keer belegerd door een leger van 30.000 man van Mataram.  Deze belegering werd op 1 november 1629 plotseling afgebroken. Specx bouwde Batavia verder uit, de zogenaamde Oosterstad omgeven door een stadsgracht. In 1630 liet Specx Pieter Nuyts in hechtenis nemen en twee jaar later uitleveren aan de shogun.
De Heren XVII bekrachtigden Specx' benoeming tot gouverneur-generaal niet en hadden de beslissing tot tweemaal toe verschoven. Zij riepen hem op 17 maart 1632 terug. De reden dat de Heren XVII hem niet als landvoogd aan wilden stellen had te maken met zijn onorthodoxe praktijken, en de verschillende visies op immigratie. De VOC leverde voornamelijk gespuis aan, maar Specx verzocht het sturen van bemiddelde gezinnen met dochters, vergezeld van dienstmeisjes.

## Exit Specx

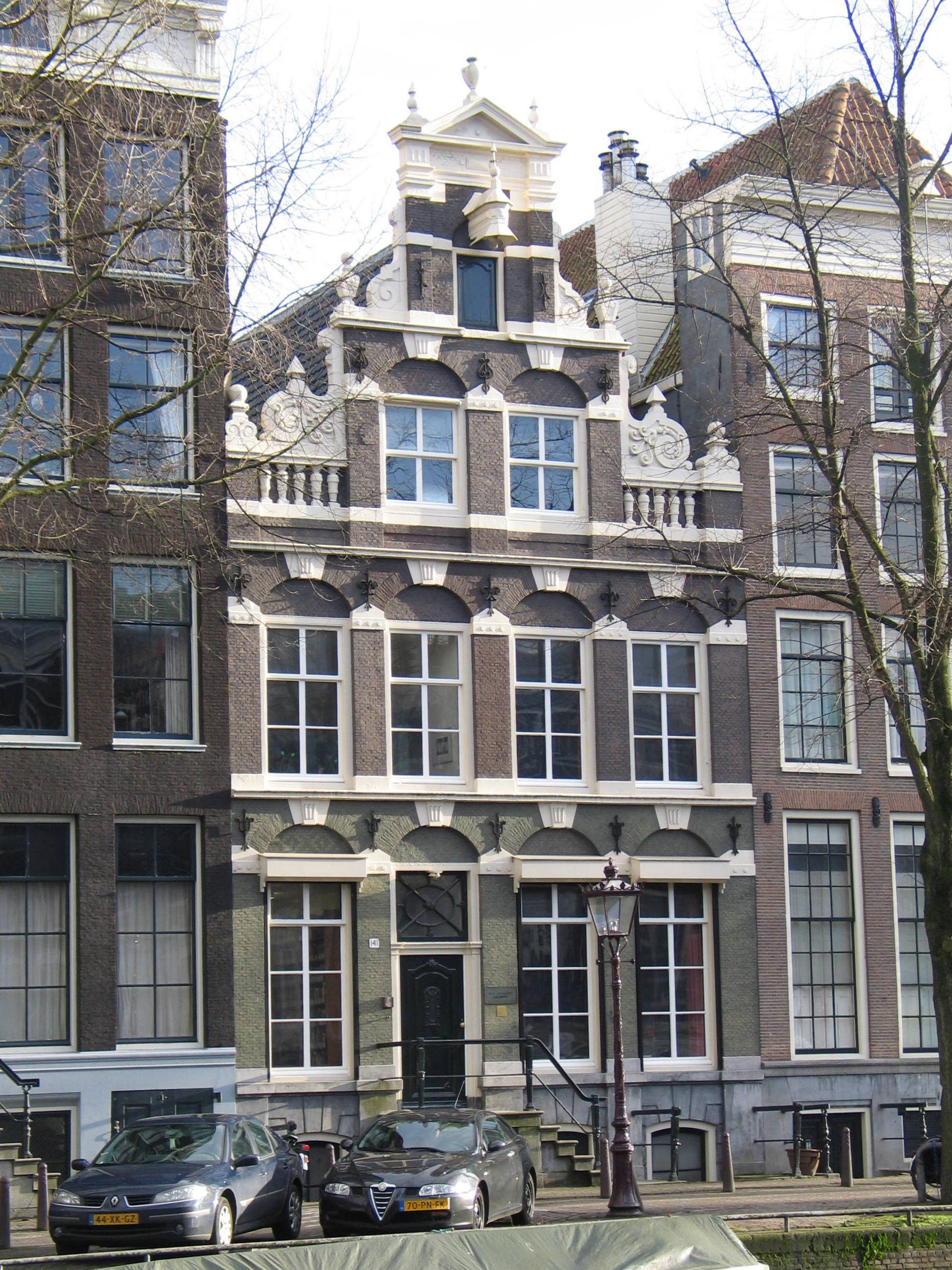
Het woonhuis van Specx, tegenwoordig het Zuid-Afrikahuis, met een geveltop uit het einde van de 19e eeuw

In september 1632 gaf waarnemend gouverneur-generaal Specx de hoogste functie over aan Hendrik Brouwer. Bij zijn aftreden werd hem door de Chinese burgers van Batavia een gouden gedenkpenning aangeboden, uit dankbaarheid voor de door hen tijdens zijn bestuur genoten bescherming. Specx had, evenals Coen, veel waardering voor de Chinezen die een belangrijke rol speelden in de opbouw van de stad Batavia. Op 3 december vertrok hij met zijn gezin als commandeur van de retourvloot van zeven schepen aan boord van de Prins Willem naar Nederland. Hendrik Brouwer deed hem tot in Straat Soenda uitgeleide. Hij bezette op deze terugreis Sint-Helena en liet daartoe een document aan een paal bevestigen. In juli 1633 kwam hij in Nederland aan. In augustus van datzelfde jaar kocht hij een werk van Jacob Backer.

## Terug in de Republiek
In 1635 liet hij een zoon dopen in de Oude kerk. In 1638 hertrouwde hij de weduwe Maria Doublet, eerder getrouwd met een neef van Constantijn Huygens. Het echtpaar liet zich portretteren door Govert Flinck en Jurriaen Ovens. In 1640 kocht hij het voormalige woonhuis van Laurens Reael, tegenwoordig Keizersgracht 141. In 1643 werd hij bewindhebber van WIC. Specx verhuisde naar Keizersgracht 129-131. In 1645 werd hij bewindhebber van de VOC.
Specx werd in de nabijgelegen Westerkerk begraven. Zijn boedelinventaris bevatte behalve Indische, Chinese en Japanse voorwerpen, ook vijf schilderijen van Rembrandt, waaronder de portretten van Petronella Buys en haar man, een Paulus, Storm op het meer van Genesareth en De ontvoering van Europa. Verder bezat hij werk van Jacob Backer, Salomon van Ruysdael, Hendrick Goltzius, Gerard ter Borch, Hans Vredeman de Vries, Gerard Dou, Simon de Vlieger, Claes Cornelisz. Moeyaert, Gerbrand van den Eeckhout, Ambrosius Bosschaert, en Jan Miense Molenaer.
- International Standard Name Identifier: 0000 0003 9242 913X
- Nederlandse Thesaurus van Auteursnamen: 312825730
- Virtual International Authority File: 286458141
- WorldCat: E39PBJqk3BHBxqcC44xcmYdvpP

Gouverneur-generaal van de VOC

Both · 
Gerard Reynst · 
Reael · 
Coen · 
Carpentier · 
Coen · 
Specx · 
Brouwer · 
Van Diemen · 
Van der Lijn · 
Carel Reyniersz · 
Maetsuycker · 
Rijcklof van Goens · 
Speelman · 
Camphuys · 
Van Outhoorn · 
Van Hoorn · 
Van Riebeeck · 
Van Swol · 
Zwaardecroon · 
De Haan · 
Durven · 
Van Cloon · 
Patras · 
Valckenier · 
Thedens · 
Van Imhoff · 
Mossel · 
Van der Parra · 
Van Riemsdijk · 
De Klerk · 
Alting

 

Gouverneur-generaal van staatswege

Van Overstraten · 
Siberg · 
Wiese · 
Daendels · 
(Britse interventie: Raffles en Fendall) · 
Van der Capellen · 
De Kock · 
Du Bus de Gisignies · 
Van den Bosch · 
Baud · 
De Eerens · 
Van Hogendorp · 
Merkus · 
Jan Reijnst · 
Rochussen · 
Duymaer van Twist · 
Pahud · 
Prins · 
Sloet van de Beele · 
Prins · 
Mijer · 
Loudon · 
Van Lansberge · 
s'Jacob · 
Van Rees · 
Pijnacker Hordijk · 
Van der Wijck · 
Rooseboom · 
Van Heutsz · 
Idenburg · 
Van Limburg Stirum · 
Fock · 
De Graeff · 
De Jonge · 
Tjarda van Starkenborgh Stachouwer